# 하세가와 이쿠미
하세가와 이쿠미(일본어: 長谷川 育美 はせがわ いくみ[*])는 일본의 여성 성우. 도치기현 출신. 프로 피트 소속.

## 출연작

### 애니메이션
- 2016년
  - 도검난무 하나마루 - 마을여자
  - 매직 큥! 르네상스 - 여학생
  - orange - 여학생
  - 아이카츠 스타즈! - 요한나, 모토코

- 2017년
  - 드림페스!R - 팬
  - 맞선 상대는 제자, 기가 센, 문제아 - 타카미야 소이치로(少)
  - 아이돌 마스터 SideM - 여자
  - 애니메 가타리즈 - 연극부 부장
  - 유희왕 VRAINS - 프로그래머, 여자, 오퍼레이터, 하나 등
  - 클래시컬로이드 - 여성, 여성 리포터
  - 키노의 여행 -the Beautiful World- the Animated Series - 꼬마B
  - 테일즈 오브 제스티리아 더 크로스 - 민
  - DYNAMIC CHORD - 권외 아나운서

- 2018년
  - 고블린 슬레이어 - 여자 엘프
  - 물드는 세계의 내일로부터 - 아사카와 사나미
  - 아이카츠 프렌즈! - 여고생
  - 안기고 싶은 남자 1위에게 협박당하고 있습니다 - 시무라 마키
  - 이윽고 네가 된다 - 여성 스태프
  - 일하는 세포 - 조혈간세포3
  - 치오의 통학로 - 노조 후유미
  - 칠성의 스바루 - 모모이
  - 타다 군은 사랑을 하지 않는다 - 커플, 점원
  - 페르소나 5 the Animation - 경박해 보이는 여자
  - 해피 슈가 라이프 - 타지마 미토리
  - BEATLESS - 여자B
  - citrus - 캐스터
  - 우리의 계절은 - 샤오유

- 2019년
  - 서클릿 프린세스 - 쿠로시시고 학원의 선배
  - 도메스틱 그녀 - 카나에
  - 나에게 천사가 내려왔다! - 여성 조연
  - 동거인은 무릎, 때때로 머리 위 - 담임 선생님, 하루토
  - 우리는 공부를 못해 - 카나의 언니
  - Re:스테이지! 드림 데이즈♪ - 총무, 여학생
  - 어떤 과학의 일방통행 - 브리더
  - 빈란드 사가 - 안의 동생

- 2020년
  - 최애가 부도칸에 가 준다면 난 죽어도 좋아 - 마츠야마 소라네
  - 런웨이에서 웃어줘 - 야지마 아유미
  - 이종족 리뷰어스 - 엘샤
  - 하얀고양이 프로젝트: 제로 크로니클 - 마을사람
  - 부호형사 Balance:UNLIMITED - 초콜릿 가게 점원
  - 우국의 모리아티 - 귀족여성

- 2021년
  - 약캐 토모자키 군 - 나나미 미나미
  - 드래곤, 집을 사다. - 셀키
  - 우마무스메 PRETTY DERBY Season 2 - 미호노 부르봉
  - 현실주의 용사의 왕국 재건기 (1부) - 아이샤 우드갈드
  - 86 -에이티식스- - 블라디레나 밀리제
  - 후르츠 바스켓: 더 파이널 - 소마 하토리 유년기
  - 블루 피리어드 - 시라이

- 2022년
  - 사랑은 세계정복 후에 - 마가하라 데스미
  - 현실주의 용사의 왕국 재건기 (2부) - 아이샤 우드갈드
  - 사축 씨는 꼬마 유령에게 치유받고 싶어. - 시노
  - 딜리셔스 파티♡프리큐어 - 타마키 와카나, 야마쿠라 모에
  - 여성향 게임 세계는 모브에게 가혹한 세계입니다 - 제나 포우 발트파르트
  - 쿠노이치 츠바키의 속마음 - 시온
  - 어둠의 실력자가 되고 싶어서! - 람다
  - 86 -에이티식스- - 블라디레나 밀리제
  - 봇치 더 록! - 키타 이쿠요
  - 우리 스승님은 꼬리가 없다 - 코이토
  - 새 엄마가 데려온 딸이 전 여친이었다 - 미나미 아카츠키

- 2024년
  - 기빗올 : 우리들의 썸머 - 이모토 마유미

### 게임
- 2017년
  - 아마이에 - 유우바리 카린
  - 집에 돌아갈 때까지가 마시마로입니다 - 카와고에 타이치
  - 천화백검-참- - 아카시 쿠니유키
  - 환수계약 크립트랙트 - 셰리다

- 2018년
  - 소녀가 잇는 달밤의 반짝임 - 노우미 이로하
  - 시간정지와 아트로포스 - 쿠로세 사쿠라
  - 하얀고양이 테니스 - 엔마

- 2019년
  - 메이플스토리2 - 여성 레인저
  - 아이리스 미스티리아 - 올리비에 크롬라이트
  - 어느 쪽의 i가 좋으신가요? - 하나부사 마야

- 2020년
  - 달려나가라★청춘 스파킹! - 카이도 나기코
  - 신님 같은 그대에게 - 아사쿠라 키리카
  - 아마카노2 - 쿠로히메 유우히
  - 히비키노 씨 댁은 에로게 가게! - 히비키노 츠무기

- 2021년
  - 내 공주님에게 영관을 - 크로네
  - 블루 아카이브 - 이치노세 아스나
  - 월희 -A piece of blue glass moon-, MELTY BLOOD: TYPE LUMINA - 알퀘이드 브륜스터드, 네코 아르크, 에코 아르크
  - 우마무스메 PRETTY DERBY - 미호노 부르봉
  - 동방 탄막 카구라 - 카미시라사와 케이네
  - 창작그녀의 연애공식 - 아야세 아이사
  - 나의 큐피드가 폐급이라 무서워 - 오키츠네 마소라
  - PARQUET - 미요시 마나카

### 드라마 CD
- 약캐 토모자키 군 - 나나미 미나미

### 라디오
- 하세가와 이쿠미 · 사에키 이오리의 GO FIGHT WIN ♪ - 씨사이드 스테이션 (2020년~2021년)